# دست مرگ (فیلم ۱۹۷۶)
دست مرگ (به انگلیسی: Hand of Death) همچنین با عنوان شمارش معکوس در کونگ فو نیز شناخته می شود، یک فیلم سینمایی رزمی هنگ کنگی محصول سال ۱۹۷۶ که توسط جان وو نوشته و کارگردانی شده است.

## بازیگران فیلم
- دوران تان
- جیمز تین
- یانگ وی
- جکی چان
- سامو هونگ
- گام کی چو
- چو چینگ
- کارتر وانگ
- جان وو
- یوئن بیائو
- یوئن وا
- کو کینگ
- لام هاک مینگ
- تونگ کام تنگ
- چیو چون
- جین بونگ جین
- مانگ دینگ گوه